# Banco Pitt
El Banco Pitt (en inglés: Pitt Bank) es una estructura de atolón totalmente sumergida en el suroeste del archipiélago de Chagos, es administrado por el Reino Unido y reclamado por Mauricio. Es de casi 56 kilómetros de largo de noroeste al sudeste, con una anchura de entre 20 y 30 km. El tamaño total del banco es de 1.317 kilómetros, por lo que es el segundo banco más grande del archipiélago de Chagos, después de la Gran Banco de Chagos, y antes que el Banco Speakers. La tierra más cercana es Île Lubine del atolón Egmont, situado a 22 km al nordeste del extremo norte del banco Pitt. La profundidad mínima es de 7 metros en el sureste, y en las zonas más profundas de la antigua laguna alcanza 44 metros. El Banco mucho menor de Wight se encuentra a 6 km al SE de la punta sureste del banco Pitt. Este atolón sumergido lleva el nombre de William Pitt el Joven, que fue un primer ministro británico en 1783-1801 y 1804-1806.